# Johan May
Johan (John) Gustaf May, född 3 november 1860 i Stockholm, död där 22 januari 1935, var en försäkringsdirektör och konsertföreningsstiftare.
Johan May var son till vaktmästaren Albrecht Adolf Wahlström, efternamnet May fick han efter sin styvfar, notarien Charles Henry May. Han utexaminerades från Frans Schartaus Handelsinstitut 1877 och var därefter anställd vid Eugene Samsons försäkringsbyrå i Stockholm 1877–1881. May arbetade 1881–1902 som kamrer i Olycksfallsförsäkringsaktiebolaget Fylgia och var samtidigt utgivare av Meddelanden angående försäkringsväsendet i Sverige 1890–1902. Då Riksförsäkringsanstalten bildades 1902 blev han dess första överdirektör, från 1916 generaldirektör, och innehade posten fram till 1927. May var även ordförande i Föreningen för arbetarskydd 1905–1929, ordförande i kommittén angående militär olycksfallsförsäkring 1907, grundade tidskriften Arbetarskyddet 1913. Han var från 1924 ordförande i styrelsen för stiftelsen Höstsol, ordförande i styrelsen för Försäkrings AB Securitas från 1925 och ledamot av styrelsen för Arboga margarinfabrik från 1928.
Mav var även musikaliskt intresserad. 1887–1891 var han sekreterare i Filharmoniska sällskapet i Stockholm, sekreterare i Sällskapet för kvartettsångens befrämjande 1891–1903 och var 1898–1903 revisor vid Kungliga Teatern. May deltog vid instiftandet av Stockholms konsertförening och var dess ordförande 1902–1921. Han blev 1927 föreningens hedersledamot. Han var även ledamot av styrelsen för Musikaliska konstföreningen från 1902 och styrelsens ordförande 1912–1933, ledamot av styrelsen för Kungliga Teatern 1903–1923, ledamot av Stockholms sångarförbunds förtroenderåd 1904–1906 och en av grundarna av Franz Berwaldstiftelsen 1909.